# ألان كروسلي
ألان كروسلي (14 مايو 1941 في المملكة المتحدة - ) (بالإنجليزية: Alan Crossley)‏ هو لاعب كريكت بريطاني. لعب مع Oxfordshire County Cricket Club ‏.

## وصلات خارجية
- ألان كروسلي على موقع إي آس بي آن كريك إنفو (الإنجليزية)